# 维伦沙伦
维伦沙伦是德国石勒苏益格－荷尔斯泰因州的一个市镇。总面积7.62平方公里，总人口146人，其中男性66人，女性80人（2011年12月31日），人口密度19人/平方公里。